# CSP (Confederação dos Serviços de Portugal)
A Confederação dos Serviços de Portugal (CSP), criada em dezembro de 2011, representa o sector dos serviços em Portugal.

Segundo um estudo da Roland Berger de 2012 o sector dos serviços em Portugal é responsável por cerca de 70% do PIB nacional.

## Organizações
É membro dos seguintes grupos de organizações:
- o Fórum para a Supervisão Comportamental Bancária do Banco de Portugal[2];
- a Coligação para o Crescimento Verde do Ministério do Ambiente, Ordenamento do Território e Energia[3];
- o Fórum para a Competitividade[4].

## Associados
Actualmente os associados da Confederação dos Serviços de Portugal já representam mais de 20% do PIB nacional, com mais de 220 000 trabalhadores (directamente) e representam um quarto das empresas que constam do PSI20 e também um terço do IVA cobrado em Portugal.

As entidades associadas são provenientes de diversos sectores como o das Telecomunicações, Distribuição, Centros Comerciais, Energias Renováveis, Grossistas, Comércio Electrónico, Estudos de Mercado, Transportes Expresso, Saúde e Tecnologias de Informação.

### Associações
Estão representados as seguintes associações:
- a APRITEL - Associação Portuguesa de Operadores de Telecomunicações;
- a APED – Associação Portuguesa de Empresas de Distribuição;
- a ACEPI - Associação da Comércio Eletrónico e da Publicidade Interativa;
- a APAME – Associação Portuguesa de Agências de Meios;
- a APOE – Associação Portuguesa de Operadores Expresso;
- a APCC – Associação Portuguesa de Centros Comerciais;
- a AES - Associação das Empresas de Segurança Privada;
- a APREN - Associação de energias renováveis.

### Empresas
Estão também associadas as seguintes empresas ou grupos empresariais:
- Microsoft;
- MAKRO;
- RECHEIO (JM);
- Totalstor;
- Itautec Portugal;
- Wincor-Nixdorf;
- Wipro;
- Roff;
- Oracle;
- Navserver;
- Grupo José de Mello Saúde;
- Pitagórica;
- Link;
- Transportes Florêncio & Silva;
- Noesis;
- Accenture;
- Havas Media;
- OMG.